# 若松氏
若松氏（わかまつし）は、日本の苗字のひとつ。
武蔵七党児玉党のひとつで有道姓。ほか桓武平氏、島津氏族の出など。摂津、岩代、陸中にも。

## 諸系統

### 有道姓
児玉党の一つにして、武蔵七党図に「四方田七郎高綱 - 遠経（伊勢若松太郎左衛門尉) - 則経（太郎)- 忠経(七郎）と載っており、また則経の弟「某 - 時綱（中務丞）」など見られる。児玉党の四方田弘綱が伊勢国若松を領して若松氏を称したと伝えられる。

### 桓武平氏
沼田景康の孫照幸の子照則が祖とされる。

### 桓武平氏岩城氏族
仁科岩城系図に「岩城下総介隆守 - 常陸大掾義衡 - 資経（塩五郎、本名若松）」と見られる。

### 島津氏族
島津系図に「忠長(三郎左衛門、伊作） - 左京進久清 - 下野守忠親 - 下野守久親（若松家祖）」とある。

## 京都市における若松氏
江戸期の官人の姓。一条家侍を務める。『地下家伝』によれば、氏は藤原。祖の盛貞は1712年(正徳2)年従六位下右兵衛少尉に叙任された。盛貞の跡は盛秀－貞吉－永寿(もと永貞)－永言－永福と続く。

## 岩手県における若松氏
西磐井郡花泉町金沢南町に、初代を武蔵として六代を数えるという若松家がある。伝承によると、福島の会津若松からの来住という。その系は初代武蔵から末吉－金七－徳十郎(号翠園)－研吉－敏英と継ぐ。四代の徳十郎は教育者で、漢詩や書道に長じていた。以後は教育者の家柄として続く。

## 石川県における若松氏
加賀藩士に若松氏がある。明治初年、若松正久の子緑正忠がおり、九俵で、菩提寺は興徳寺(先祖由緒)。

## 富山県における若松氏
富山藩士の九郎兵衛家・直治家がある。九郎兵衛家は扶持三十○俵。先祖の孫右衛門章昌は富山初代藩主前田利次の次に御擬作二五俵で、御徒組に召し出され、筆役など。以後、理兵衛章貞－源右衛門－九郎兵衛章農－源右衛門章貞(宮田家により養子)－立左衛門章忠(石谷家より養子)－九郎兵衛と跡目を相続。源右衛門は宝暦元年五俵を加増され、寄合所筆役など、章農は次詰・祐筆書方添役など、九郎兵衛は次詰・帳付役など(富山藩士由緒書)

## 鹿児島県における若松氏
江戸期の地頭には、延宝2年の薩摩国薩摩郡山田郷（川内市）地頭、同4年の大隈国囎唹郡恒吉郷(大隈町)地頭、貞享元年の日向国諸県郡大崎郷（大崎町）地頭に若松十左衛門、天和3年の同郡高原郷（宮崎県）地頭、正徳二年に薩摩国薩摩郡山田郷（川内市）地頭に若松彦兵衛、元禄12年の大隈国始羅郡溝辺郷（溝辺町）地頭に若松平八左衛門、享保3年と文化4年の薩摩国河辺郡川辺郷（川辺町）地頭に若松猪右兵衛の名がある（諸郷地頭系図）。
- 薩摩国薩摩郡若松名 - 桓武平氏薩摩忠持の子忠重が若松名および日置郡羽島（串木野市）を知行して若松氏と称した。その系は、忠重－忠永 －忠兼 － 忠治と続く。三代忠兼は国分友貞と羽島・荒川（以上串木野市）の地を争い、元応年間の初めにこの地を友貞に売却し、累代の地を失った。なお忠兼は、川内市に伝承される鳥追船の日暮長者に擬されている（稿本薩摩日諸家系図纂）。
- 薩摩国日置郡市来郷湊村 - 湊の酒屋の屋号で、初代弥右衛門が米を主とした焼酎を醸造・販売した。初代弥右衛門 - 五兵衛 - 新兵衛 - 卯兵衛 - 弥右衛門 - 清次郎（弥右衛門三郎）と継いだ。清次郎は、明治13年に政府発行の酒造製造営業免許鑑札を受けた（市来町郷土誌）。
- 大隈国帖佐平山村 - 領家職などとして、弘安年間に京都石清水善法寺から入部した平山氏の分家。
- 大隈国囎唹郡清水郷 - 寛政・享和年間の同郷の郷士年寄に若松主右衛門がおり、啓助の祖という。主右衛門の跡は清兵衛が同役を務めた。また、幕末の同郷の郷土年寄に若松雄左衛門がおり、啓祐の父という（国分郷土誌）。

現在、県内では鹿児島市・阿久根市・川内市・知覧町、鹿屋市などに多い。